# Hillel Storch
Hillel Storch, auch Hilel Storch oder Gilel Storch (* 24. Mai 1902 in Dvinsk, Gouvernement Witebsk; † 25. April 1983 in Stockholm, Schweden) war ein lettischer Unternehmer.

## Leben
Früh engagierte Hillel Storch sich in der Zionistischen Bewegung. Im Alter von nur 18 Jahren wurde er Repräsentant der Jewish Agency, die sich im Völkerbundsmandat für Palästina als Vertretung der Juden verstand. In Daugavpils und in Riga konnte er etwa 3000 Juden dazu bewegen, nach Palästina zu emigrieren. Hauptberuflich war Storch Außenhandelskaufmann, deshalb übersiedelte er von Daugavpils in das Handelszentrum Riga.
1940 wurde Lettland von der Sowjetunion okkupiert. Hillel Storch musste seine Frau und seine Tochter Eleonora vorläufig zurücklassen, als er von den Sowjets nach Stockholm floh. An der schwedischen Grenze wurde er für vier Tage inhaftiert, wobei er Tage Erlander kennenlernte, der später zum Freund der Familie Storch wurde. Im Zuge eines Agentenaustausches zwischen Schweden und der Sowjetunion wurden Frau und Tochter freigelassen und konnten im Mai 1941 nach Schweden ausreisen.
In Schweden vertrat Storch sowohl die Jewish Agency als auch den World Jewish Congress.
Manchen schwedischen Juden war sein energisches, öffentliches Engagement für die Rettung von Juden aus den baltischen Ländern nicht geheuer. Sie befürchteten, dies könne antisemitische Reaktionen hervorrufen. Als er einmal in der Synagoge für seine Frau, die mit ihrem Sohn Marcus schwanger war, um einem Sitzplatz bat, hieß es: „Storchs Frau kann stehen.“ 1943 wurde ihre zweite Tochter, Ruth, geboren. Befreundet war Storch mit seinem Nachbarn Edgar Klaus, einem konvertierten Juden aus Riga, der als Doppelagent für Nazideutschland und die Sowjetunion arbeitete. Mit dem Stockholmer Oberrabbiner Mordechai Ehrenpreis und anderen führenden Persönlichkeiten Schwedens suchte Storch nach Wegen, noch lebende Juden aus den Händen der Nazis zu retten. Storch war daran beteiligt, dass im Jahre 1944 etwa 350 polnische Juden durch die Jewish Agency nach Schweden gerettet werden konnten und dass Schweden 55 norwegische Juden aus „Mischehen“ aufnahm. 1944 erfuhr Frau Storch, dass ihre Familie in der Schoah ermordet worden war. Auch Mitglieder von Hillel Storchs Familie waren umgekommen.
Graf Folke Bernadotte unterrichtete Storch in einem Brief vom 26. Februar 1945 darüber, dass aufgrund Schweizer Interventionen einige tausend Juden Deutschland verlassen und in die Schweiz einreisen durften und dass von deutscher Seite in Aussicht gestellt worden war, gegen „Gegenleistungen“ weitere Juden freizugeben. Heinrich Himmlers Leibarzt Felix Kersten übermittelte eine Einladung von Himmler an Storch, nach Berlin zu kommen und darüber zu verhandeln. Da Storch kein schwedischer Staatsbürger war, konnte er bei einer Reise nach Berlin keinen Schutz durch den schwedischen Staat erwarten. Als Emissäre an seiner statt standen Fritz Hollander und Norbert Masur zur Wahl. Letzterer übernahm den Auftrag. Am 7. April 1945 erfuhr Hillel, dass Himmlers Rivale Ernst Kaltenbrunner Adolf Eichmann angewiesen hatte, am nächsten Morgen das KZ Bergen-Belsen sprengen zu lassen. Kersten und Bernadotte telefonierten bzw. sprachen daraufhin mit Himmlers persönlichem Referenten Rudolf Brandt, um diesen Vorhaben zu stoppen.
Nach dem Krieg sorgte Storch im Namen des World Jewish Congress dafür, dass ein riesiger Granitblock, den Deutschland für das nach dem „Endsieg“ zu errichtende Siegesdenkmal bereits in Schweden gekauft hatte, nach Polen gebracht und als Denkmal im Warschauer Ghetto aufgestellt wurde.

## Familie
Hillel Storchs Tochter Eleonora heiratete 1965 George D. Schwab. Sein Enkel Clarence Boris Schwab wurde Senior Associate für Fusionen und Übernahmen in der Energie- und Versorgungsgruppe der New Yorker Investmentbank Wasserstein Perella & Company und heiratete im Jahr 2000 Pamela Lynne Haas.

## Ehrungen
1952 wurde Hillel Storch mit dem Wasaorden ausgezeichnet. In einem Nachruf auf Hillel Storch in Stockholms-Tidningen erinnerte Olof Palme an Storchs Zusammenarbeit mit Graf Bernadotte und Felix Kersten und an seinen Beitrag zur Rettung vieler Juden.